# Rolandylis catalonica
Rolandylis catalonica är en fjärilsart som beskrevs av Christian Gibeaux 1985. Rolandylis catalonica ingår i släktet Rolandylis och familjen vecklare. Inga underarter finns listade i Catalogue of Life.